# Liste der Monuments historiques in Gommegnies
Die Liste der Monuments historiques in Gommegnies führt die Monuments historiques in der französischen Gemeinde Gommegnies auf.

## Liste der Objekte
| Bezeichnung                                                                                               | Beschreibung            | Standort                                        | Kennzeichnung | Schutzstatus | Datum | Bild |
| --- | ----------------------- | ----------------------------------------------- | ------------- | ------------ | ----- | ---- |
| Grabplatte für Michel Joseph Franceau d’Hion († 1725) und seine Frau Maximilienne Isabelle d'Ive († 1711) | Marmor, 18. Jahrhundert | in der Kirche Notre-Dame-de-l’Assomption (Lage) | PM59008248    | Inscrit      | 1944  |      |